# Бейшор-Гарденс (Флорида)
Бейшор-Гарденс (англ. Bayshore Gardens) — статистически обособленная местность, расположенная в округе Манати (штат Флорида, США) с населением в 17 350 человек по статистическим данным переписи 2000 года.

## География
По данным Бюро переписи населения США статистически обособленная местность Бейшор-Гарденс имеет общую площадь в 9,32 квадратных километров, водных ресурсов в черте населённого пункта не имеется.
Статистически обособленная местность Бейшор-Гарденс расположена на высоте 4 м над уровнем моря.

## Демография
По данным переписи населения 2000 года в Бейшор-Гарденс проживало 17 350 человек, 4588 семей, насчитывалось 8342 домашних хозяйств и 10 121 жилой дом. Средняя плотность населения составляла около 1861,59 человек на один квадратный километр. Расовый состав населённого пункта распределился следующим образом: 89,87 % белых, 3,98 % — чёрных или афроамериканцев, 0,38 % — коренных американцев, 1,25 % — азиатов, 0,10 % — выходцев с тихоокеанских островов, 2,09 % — представителей смешанных рас, 2,34 % — других народностей. Испаноговорящие составили 8,22 % от всех жителей статистически обособленной местности.
Из 8342 домашних хозяйств в 19,0 % воспитывали детей в возрасте до 18 лет, 41,0 % представляли собой совместно проживающие супружеские пары, в 9,7 % семей женщины проживали без мужей, 45,0 % не имели семей. 38,2 % от общего числа семей на момент переписи жили самостоятельно, при этом 22,5 % составили одинокие пожилые люди в возрасте 65 лет и старше. Средний размер домашнего хозяйства составил 2,07 человек, а средний размер семьи — 2,69 человек.
Население статистически обособленной местности по возрастному диапазону по данным переписи 2000 года распределилось следующим образом: 17,9 % — жители младше 18 лет, 7,6 % — между 18 и 24 годами, 25,1 % — от 25 до 44 лет, 20,1 % — от 45 до 64 лет и 29,3 % — в возрасте 65 лет и старше. Средний возраст жителей составил 44 года. На каждые 100 женщин в Бейшор-Гарденс приходилось 87,6 мужчин, при этом на каждые сто женщин 18 лет и старше приходилось 84,6 мужчин также старше 18 лет.
Средний доход на одно домашнее хозяйство статистически обособленной местности составил 30 159 долларов США, а средний доход на одну семью — 37 294 доллара. При этом мужчины имели средний доход в 28 614 долларов США в год против 22 656 долларов среднегодового дохода у женщин. Доход на душу населения статистически обособленной местности составил 30 159 долларов в год. 7,5 % от всего числа семей в населённом пункте и 10,1 % от всей численности населения находилось на момент переписи населения за чертой бедности, при этом 15,5 % из них были моложе 18 лет и 8,5 % — в возрасте 65 лет и старше.